# 波兰时间
波兰时间與中欧时间重合。 每年的3月最后一个星期日 (02:00 CET) 到10月的最后一个星期日 (03:00 CEST ) 期間，波蘭採用夏时制。 2021年，一項波蘭調查结果显示，78%的受访者不赞成夏令时。 